# Transversalisme
El transversalisme és un corrent ideològic que defensa la no vinculació amb cap tipus d'idea política preconcebuda. Defensa la superació de l'espectre polític clàssic dividit entre esquerra-dreta, bé situant-se més enllà d'ell, bé fagocitant-lo en acollir-lo en el seu si. Els partits transversals defensen que així prenen les propostes més beneficioses per a la societat i per als ciutadans d'un i d'altre costat de l'espectre clàssic.
A Catalunya, l'exemple més conegut i rellevant d'aquest corrent ideològic és el de la candidatura unitària Junts pel Sí, que es presentà a les eleccions al Parlament de Catalunya el 27 de setembre del 2015, promovent el vot per la independència. Aquesta fou una candidatura transversal perquè integrà partits de centre-dreta (Convergència Democràtica de Catalunya, Demòcrates de Catalunya) i d'esquerres (Esquerra Republicana de Catalunya, Moviment d'Esquerres), a part d'independents provinents d'entitats de la societat civil (Assemblea Nacional Catalana, Òmnium Cultural, Associació de municipis per la independència, Súmate).